# Cutie
Cutie è un brano musicale di Masami Okui scritto da Yabuki Toshiro e dalla stessa Okui, e pubblicato come singolo il 21 luglio 2000 dalla Starchild. Il singolo è arrivato alla quarantacinquesima posizione nella classifica settimanale Oricon, vendendo 12,.160 copie. Il brano è stato utilizzato come sigla d'apertura dell'anime Di Gi Charat Summer Special.

## Tracce
CD singolo KIDA-203
1. CUTIE - 4:35
2. CUTIE (off vocal version) - 4:35

Durata totale: 9:16

## Classifiche
| Classifica (2000)                        | Posizione più alta |
| ---------------------------------------- | ------------------ |
| Giappone (Classifica settimanale Oricon) | 45                 |